# Maria Luisa di Borbone-Orléans (principessa delle Due Sicilie)
Maria Luisa di Borbone-Orléans, (francese: Marie Louise Ferdinande Charlotte) Henriette (Neuilly-sur-Seine, 31 dicembre 1896 – New York, 8 marzo 1973), nata principessa d'Orléans divenne principessa di Borbone-Due Sicilie attraverso il suo matrimonio con il principe Filippo di Borbone-Due Sicilie.

## Biografia

### Infanzia

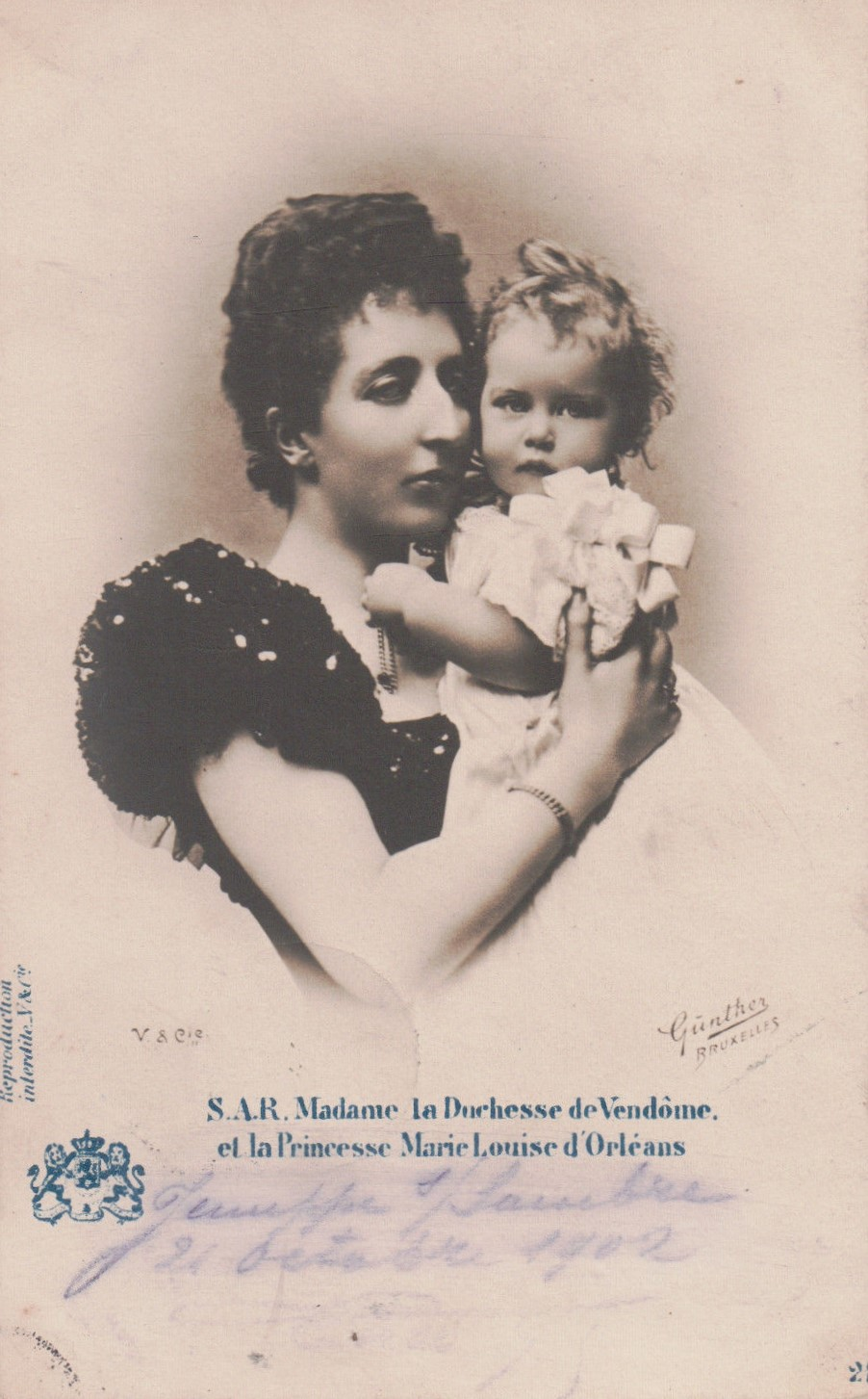
Maria Luisa in tenera età con la madre Enrichetta del Belgio

Maria Luisa era la figlia maggiore e primogenita del principe Emanuele d'Orléans, duca di Vendôme, e di sua moglie, Enrichetta del Belgio.
Attraverso suo padre discendeva da Luigi Filippo di Francia e attraverso sua madre discendeva da Leopoldo I del Belgio.

### Primo matrimonio
Maria Luisa sposò, in prime nozze, il principe Filippo di Borbone-Due Sicilie, decimo figlio del principe Alfonso di Borbone-Due Sicilie, conte di Caserta, e di sua moglie, la principessa Antonietta di Borbone-Due Sicilie, il 12 gennaio 1916 a Neuilly-sur-Seine. La coppia ebbe un figlio prima del loro divorzio nel 1925.

### Secondo matrimonio
Maria Luisa sposò, in seconde nozze, Walter Kingsland il 12 dicembre 1928, a Chichester, nel Sussex. Maria Luisa e Walter non ebbero figli.

### Morte
Maria Luisa morì l'8 marzo 1973 a New York all'età di 76 anni.

## Discendenza
Maria Luisa e il principe Filippo di Borbone-Due Sicilie ebbero:
- principe Gaetano Maria Alfonso Enrico Paolo di Borbone-Due Sicilie (16 aprile 1917-27 dicembre 1984)

∞ Olivia Yarrow (Dumfries, 16 luglio 1917 - Harare, 24 maggio 1987) 16 febbraio 1946 a Paddington
- Adrian Philip de Bourbon (nato il 7 aprile 1948 a Warrington)

∞ Linda Idensohn (nata il 3 febbraio 1950 a Salisbury) 20 marzo 1976 a Salisbury
- Philippe Charles de Bourbon (nato il 5 maggio 1977 ad Harare)
- Michelle Laura de Bourbon (nata il 12 febbraio 1979 ad Harare)

- Gregory Peter de Bourbon (nato il 2 gennaio 1950 a Warrington)

∞ Maureen Powell (nata il 19 aprile 1951 a Bulawayo) 15 maggio 1971 a Rusape
- Christian Peter de Bourbon (nato l'11 aprile 1974 a Vancouver)
- Raymond de Bourbon (nato l'8 novembre 1978 in Harare)

∞ Carrie Anne Thornley (nata il 2 febbraio 1945 a Cessnock) 30 agosto 1986 a Brisbane

## Ascendenza
|                                   |                       |                                                 | Genitori                              |  |  | Nonni |  |  | Bisnonni        |  |  | Trisnonni                |  |
|                                   |                       |                                                 |                                       |  |  |       |  |  | Luigi d'Orléans |  |  | Luigi Filippo di Francia |  |
|                                   |                       |                                                 |                                       |  |  |       |  |  | Luigi d'Orléans |  |  | Luigi Filippo di Francia |  |
|                                   |                       | Maria Amalia di Borbone-Due Sicilie             |                                       |  |  |       |  |  | Luigi d'Orléans |  |  |                          |  |
| Ferdinando d'Orléans              |                       |                                                 |                                       |  |  |       |  |  | Luigi d'Orléans |  |  |                          |  |
|                                   |                       | Vittoria di Sassonia-Coburgo-Koháry             | Ferdinando di Sassonia-Coburgo-Koháry |  |  |       |  |  |                 |  |  |                          |  |
|                                   |                       | Vittoria di Sassonia-Coburgo-Koháry             | Ferdinando di Sassonia-Coburgo-Koháry |  |  |       |  |  |                 |  |  |                          |  |
|                                   |                       | Vittoria di Sassonia-Coburgo-Koháry             | Maria Antonia di Koháry               |  |  |       |  |  |                 |  |  |                          |  |
| Emanuele d'Orléans                |                       | Vittoria di Sassonia-Coburgo-Koháry             |                                       |  |  |       |  |  |                 |  |  |                          |  |
|                                   |                       | Max in Baviera                                  | Pio Augusto in Baviera                |  |  |       |  |  |                 |  |  |                          |  |
|                                   |                       | Max in Baviera                                  | Pio Augusto in Baviera                |  |  |       |  |  |                 |  |  |                          |  |
|                                   |                       | Max in Baviera                                  | Amalia Luisa di Arenberg              |  |  |       |  |  |                 |  |  |                          |  |
| Sofia Carlotta di Baviera         |                       | Max in Baviera                                  |                                       |  |  |       |  |  |                 |  |  |                          |  |
|                                   |                       | Ludovica di Baviera                             | Massimiliano I di Baviera             |  |  |       |  |  |                 |  |  |                          |  |
|                                   |                       | Ludovica di Baviera                             | Massimiliano I di Baviera             |  |  |       |  |  |                 |  |  |                          |  |
|                                   |                       | Ludovica di Baviera                             | Carolina di Baden                     |  |  |       |  |  |                 |  |  |                          |  |
| Maria Luisa d'Orléans             |                       | Ludovica di Baviera                             |                                       |  |  |       |  |  |                 |  |  |                          |  |
|                                   | Leopoldo I del Belgio | Francesco Federico di Sassonia-Coburgo-Saalfeld |                                       |  |  |       |  |  |                 |  |  |                          |  |
|                                   | Leopoldo I del Belgio | Francesco Federico di Sassonia-Coburgo-Saalfeld |                                       |  |  |       |  |  |                 |  |  |                          |  |
|                                   | Leopoldo I del Belgio | Augusta di Reuss-Ebersdorf                      |                                       |  |  |       |  |  |                 |  |  |                          |  |
| Filippo del Belgio                | Leopoldo I del Belgio |                                                 |                                       |  |  |       |  |  |                 |  |  |                          |  |
|                                   |                       | Luisa d'Orléans                                 | Luigi Filippo di Francia              |  |  |       |  |  |                 |  |  |                          |  |
|                                   |                       | Luisa d'Orléans                                 | Luigi Filippo di Francia              |  |  |       |  |  |                 |  |  |                          |  |
|                                   |                       | Luisa d'Orléans                                 | Maria Amalia di Borbone-Due Sicilie   |  |  |       |  |  |                 |  |  |                          |  |
| Enrichetta del Belgio             |                       | Luisa d'Orléans                                 |                                       |  |  |       |  |  |                 |  |  |                          |  |
|                                   |                       | Carlo Antonio di Hohenzollern-Sigmaringen       | Carlo di Hohenzollern-Sigmaringen     |  |  |       |  |  |                 |  |  |                          |  |
|                                   |                       | Carlo Antonio di Hohenzollern-Sigmaringen       | Carlo di Hohenzollern-Sigmaringen     |  |  |       |  |  |                 |  |  |                          |  |
|                                   |                       | Carlo Antonio di Hohenzollern-Sigmaringen       | Maria Antonietta Murat                |  |  |       |  |  |                 |  |  |                          |  |
| Maria di Hohenzollern-Sigmaringen |                       | Carlo Antonio di Hohenzollern-Sigmaringen       |                                       |  |  |       |  |  |                 |  |  |                          |  |
|                                   |                       | Giuseppina di Baden                             | Carlo II di Baden                     |  |  |       |  |  |                 |  |  |                          |  |
|                                   |                       | Giuseppina di Baden                             | Carlo II di Baden                     |  |  |       |  |  |                 |  |  |                          |  |
|                                   |                       | Giuseppina di Baden                             | Stefania di Beauharnais               |  |  |       |  |  |                 |  |  |                          |  |
|                                   |                       | Giuseppina di Baden                             |                                       |  |  |       |  |  |                 |  |  |                          |  |

## Titoli e trattamento
- 31 dicembre 1896 - 12 gennaio 1916: Sua Altezza Reale, la principessa Maria Luisa d'Orléans
- 12 gennaio 1916-1925: Sua Altezza Reale, la principessa Maria Luisa di Borbone-Due Sicilie, principessa d'Orléans
- 1925 - 12 dicembre 1928: Sua Altezza Reale, la principessa Maria Luisa d'Orléans
- 12 dicembre 1928 - 8 marzo 1973: Sua Altezza Reale, la principessa Maria Luisa, signora Walter Kingsland